# Leonzio Rezzadore
Leonzio Rezzadore (Asigliano Veneto, 19 agosto 1932 – Cortina d'Ampezzo, 24 gennaio 2011) è stato un giocatore di curling e dirigente sportivo italiano, di Cortina d'Ampezzo, giocatore del Curling Club 66 Cortina.
Ha fatto parte della nazionale italiana di curling partecipando a 3 campionati mondiali (Perth 1975, Duluth 1976 e Winnipeg 1978) e ad un campionato europeo (Megève 1975).
Il miglior risultato dell'atleta è stato il quinto posto al mondiale disputato nel 1976 a Duluth, negli USA.
Leone (soprannome con cui è conosciuto a Cortina) è diventato più volte campione d'Italia ed è tra i fondatori del Curling Club Cortina, società della quale è stato a lungo presidente, anche se la maggior parte della sua carriera agonistica si è svolta nel Curling Club 66 Cortina.
Leonzio muore nel 2011 all'età di 78 anni.